# Костільники
Кості́льники — село в Україні, у Золотопотіцькій селищній громаді Чортківського району Тернопільської області. Розташоване на річці Дністер, на півдні району. До 2015 центр сільради.
Від вересня 2015 року ввійшло у склад Золотопотіцької селищної громади.
Розташоване за 25 км від найближчої залізничної станції Бучач. Населення 1037 осіб (2003).
1420 станом на 1938-1939рр,
Станом на 1900 рік 
українців (рутенів) - 943 особи,
Польського населення- 21 особа
Римо-католиків - 6
Греко-католиків -941[джерело?]

## Назва
У 1990 р. назву села Костільники було змінено на одну літеру.

## Історія

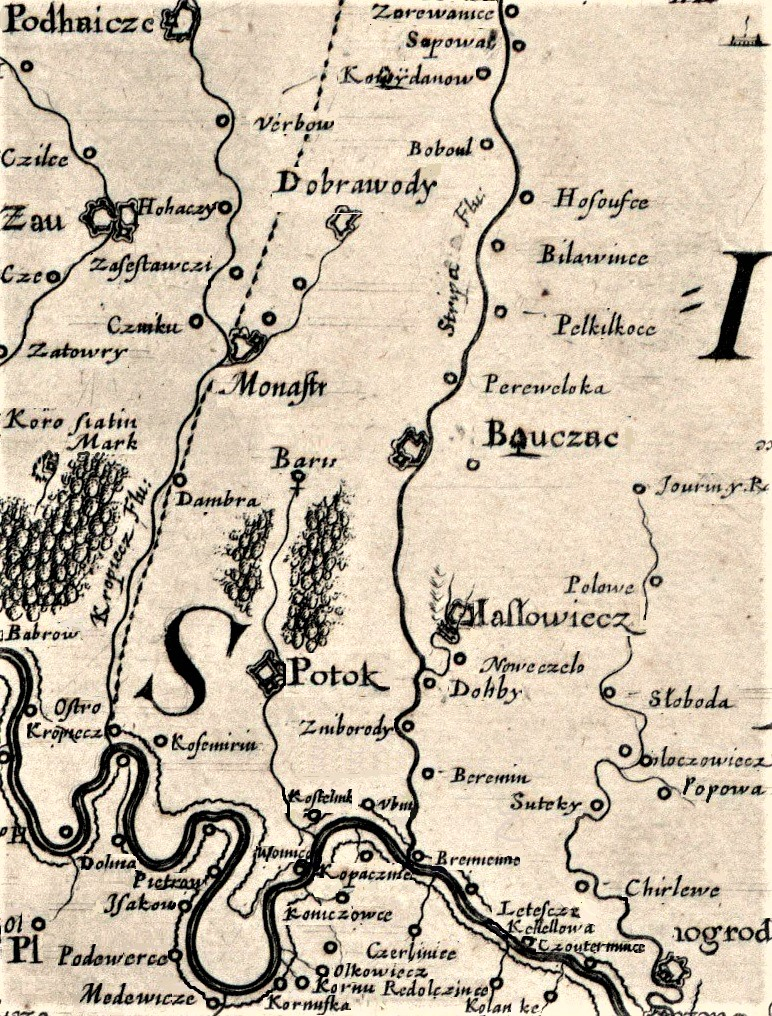
Костільники на фрагменті спеціальної мапи України Боплана, 1650

Поблизу села виявлено археологічні пам'ятки пізнього палеоліту.
Відоме від XVI ст.
Ротмістр Анджей Потоцький спільно з братами: рідним — Яном — і зведеним — Станіславом — володів Соколовом, Уніжем, Костільниками в Руському воєводстві, Галицькій землі.
Йосиф Гаврило Шептицький (1806—1855), член Галицького станового сейму, син Яна Баптиста Шептицького (1770—1831, доктор прав, цісарський підкоморій), стрийко графа Івана Кантія Шептицького, батька Митрополита УГКЦ Андрея Шептицького, після смерті батька спільно з братом Петром Павлом Леопольдом (1808—1843) успадкував рівними частинами маєток в селах Костільники (Станиславівський округ), Прилбичі, Тулковичі, Ганьковичі (Перемиський округ).
Діяли українські товариства «Просвіта», «Луг», «Сільський господар», кооператива.
12 червня 2020 року, відповідно до Розпорядження Кабінету Міністрів України від № 724-р «Про визначення адміністративних центрів та затвердження територій територіальних громад Тернопільської області», увійшло до складу Золотопотіцької селищної громади.
19 липня 2020 року, в результаті адміністративно-територіальної реформи та ліквідації Бучацького району, село увійшло до складу Чортківського району.

## Політика

### Парламентські вибори, 2019
На позачергових парламентських виборах 2019 року у селі функціонувала окрема виборча дільниця № 610162, розташована у приміщенні клубу.
Результати
- зареєстровано 706 виборців, явка 54,39%, найбільше голосів віддано за «Слугу народу» — 41,10%, за «Голос» — 11,52%, за Радикальну партію Олега Ляшка — 10,73%.[7] В одномандатному окрузі найбільше голосів отримав Ігор Сопель (Слуга народу) — 29,81%, за Миколу Люшняка (самовисування) — 20,87%, за Романа Василіцького (Об'єднання «Самопоміч») — 12,74%[8].

## Соціальна сфера
Діють загальноосвітня школа І-ІІ ступенів, клуб, бібліотека, ФАП.

## Пам'ятки
- церква святої Параскеви П'ятниці (1906, мурована).
- пам'ятна верба на честь скасування панщини (друга половина 19 ст.).
- могила на місці поховання хорунжого Легіону УСС.

## Відомі люди

### Народилися
- А. Бутрій — біолог у США;
- Василь Крижанівський (1977—2022) — український військовик, учасник російсько-української війни.[9]
- Б. Кузь — вчений-філософ;
- Руслан Степула (1983—2014) — український військовик, загинув в АТО;
- Роман Ткачук — український учений, доктор наук;
- Йоаникій Чверенчук — український церковний діяч, священник-василіянин, протоігумен і генеральний вікарій ЧСВВ.

## Галерея

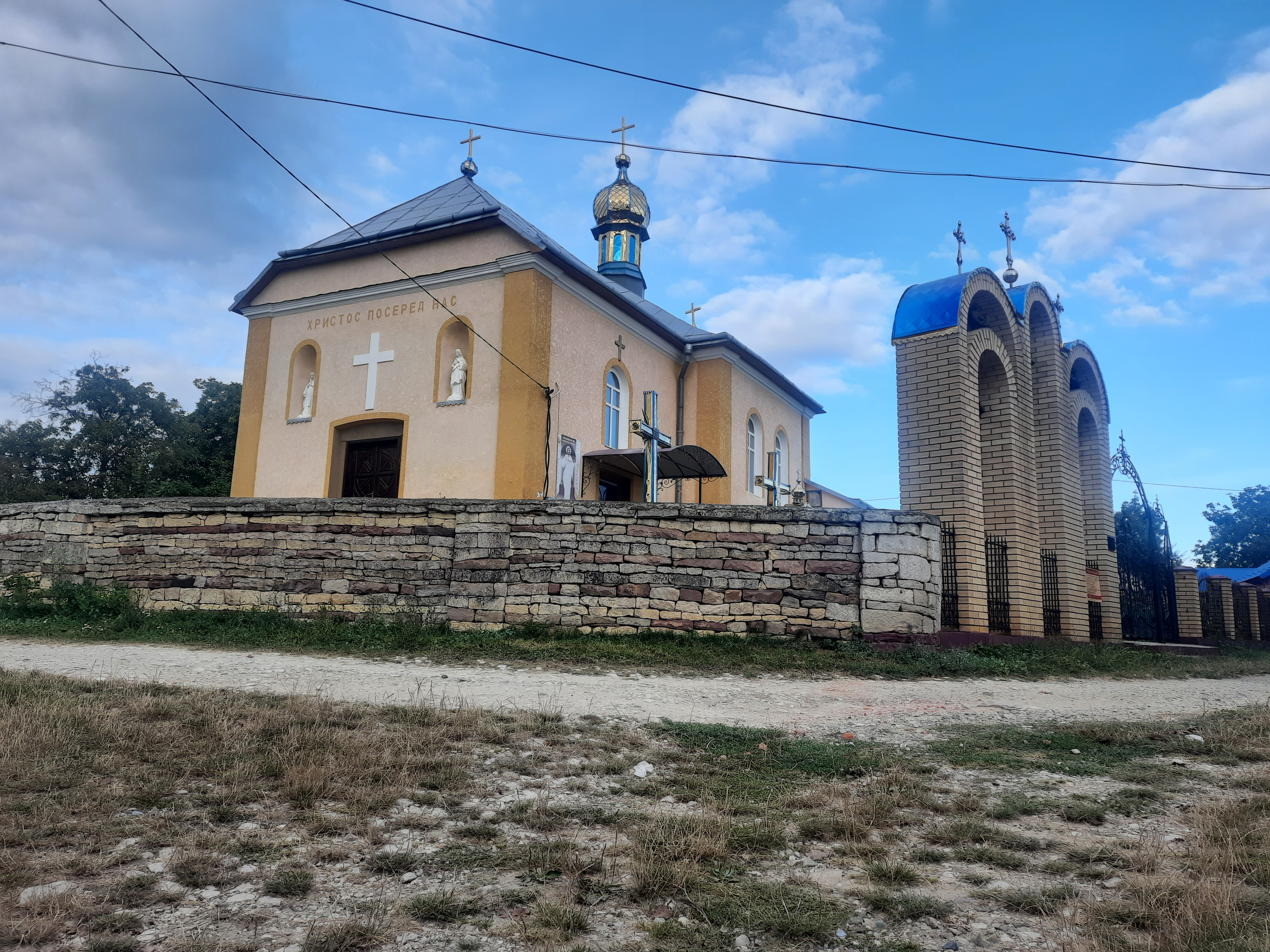
Церква Преподобної Параскеви
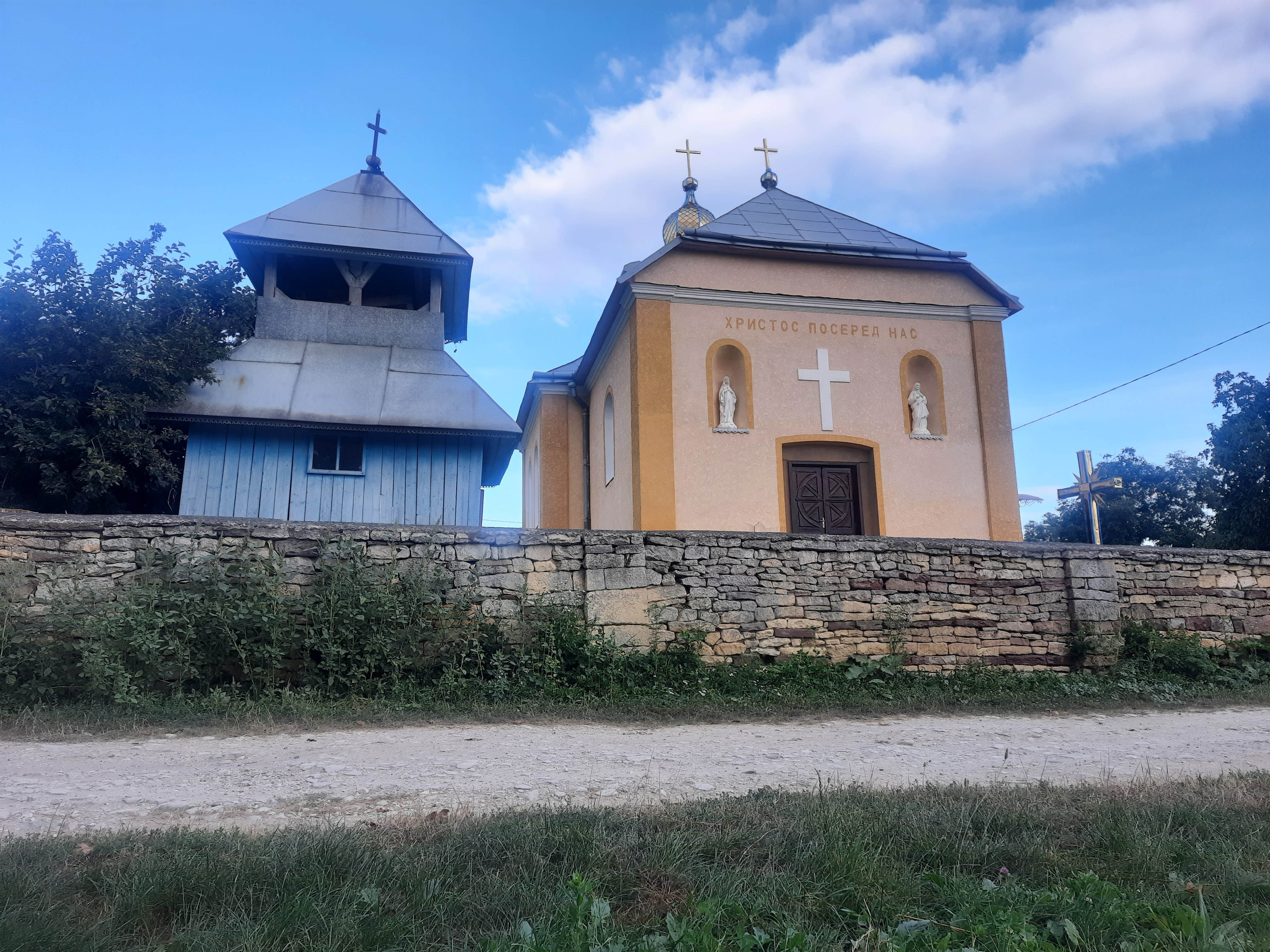
Церква Преподобної Параскеви
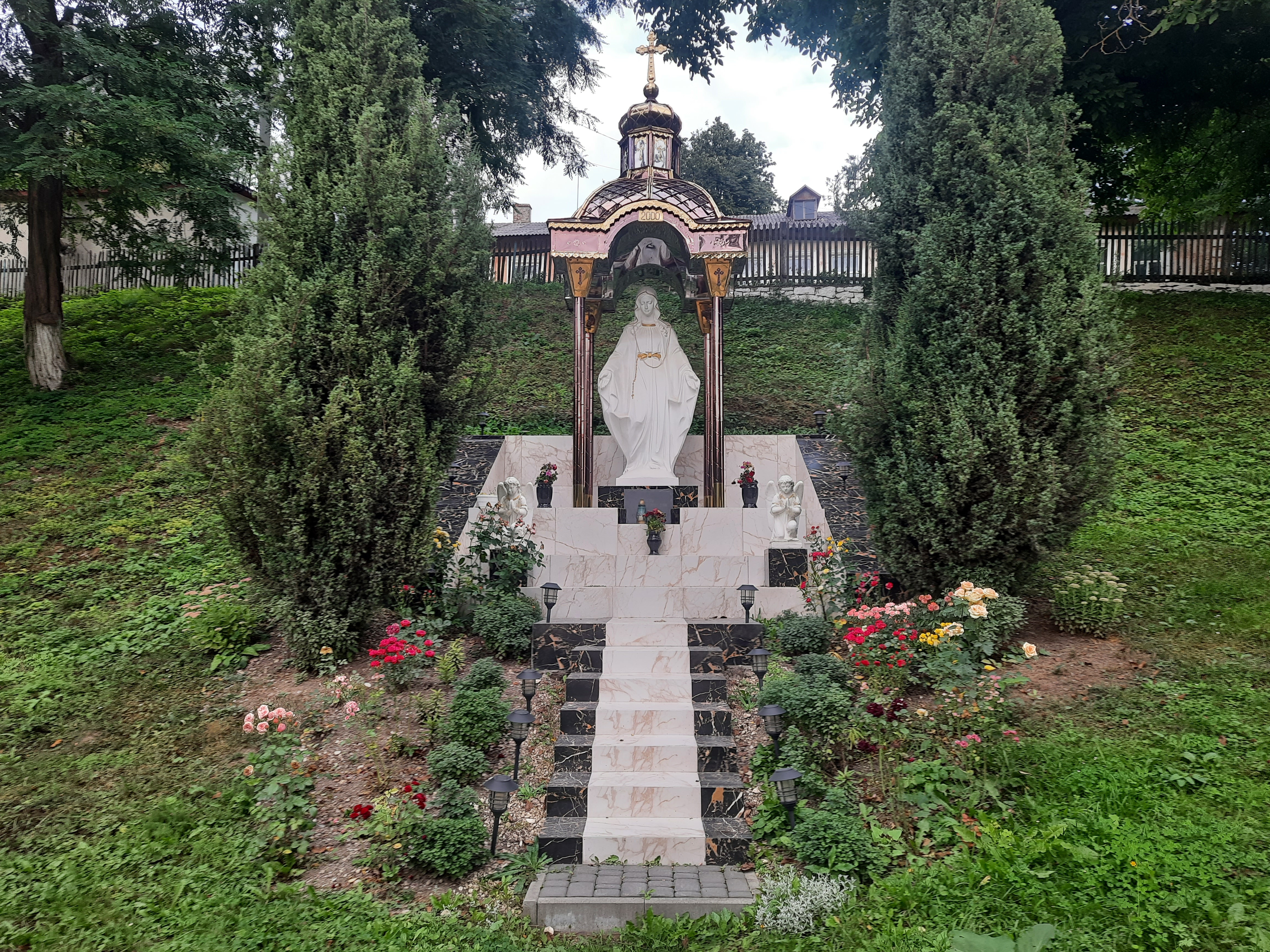
Статуя Божої Матері
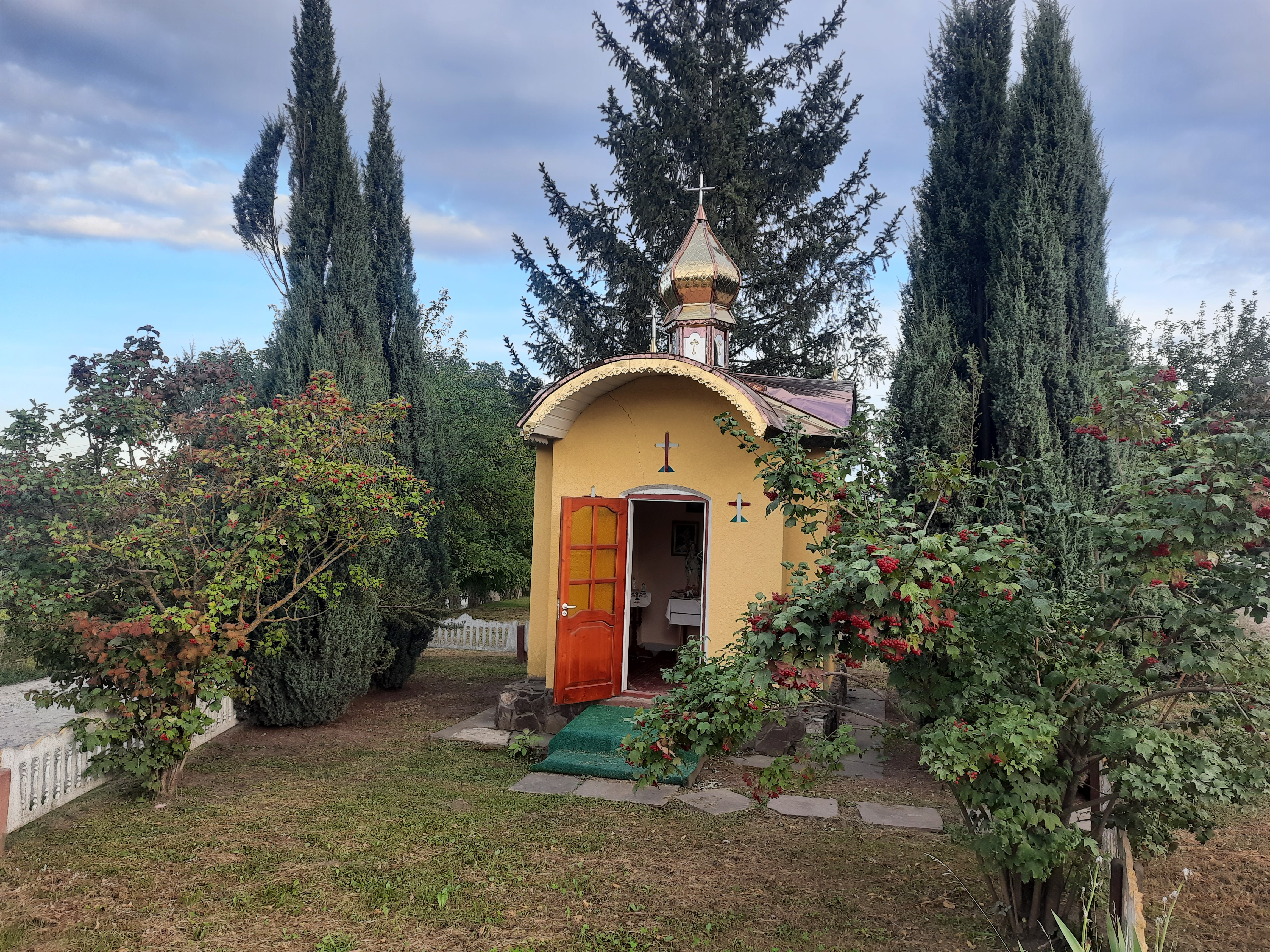
Капличка
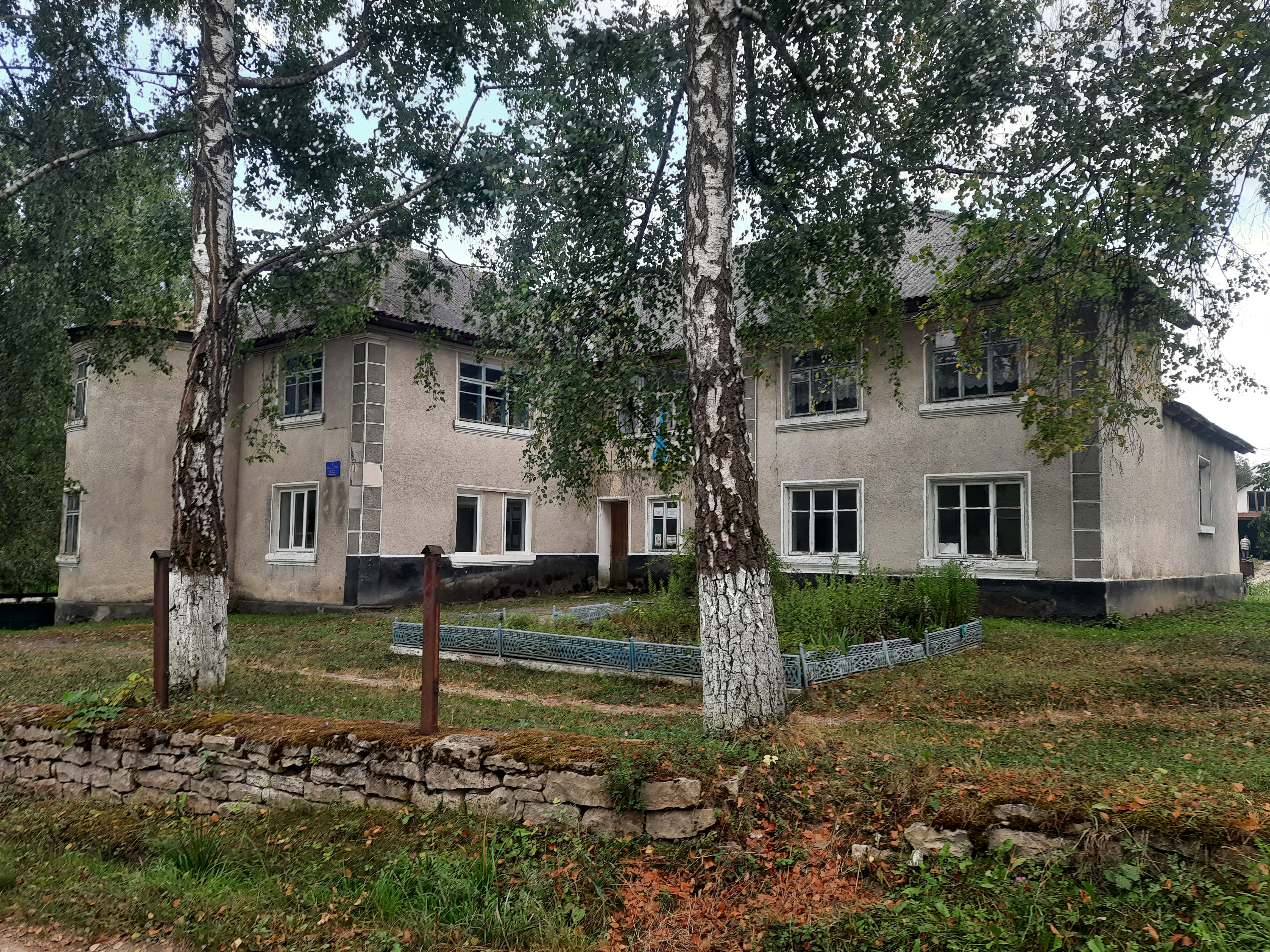
Клуб
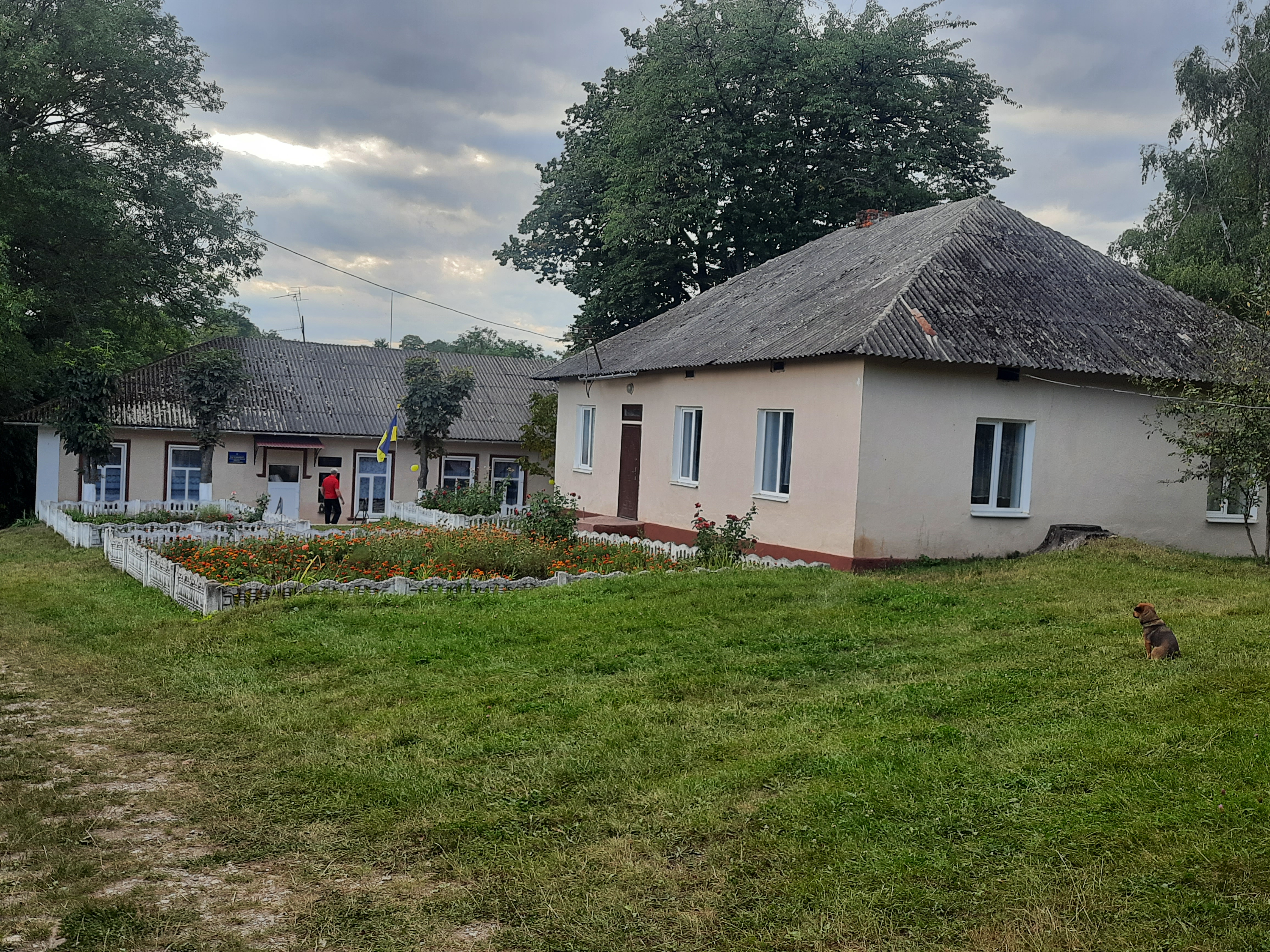
Старостат
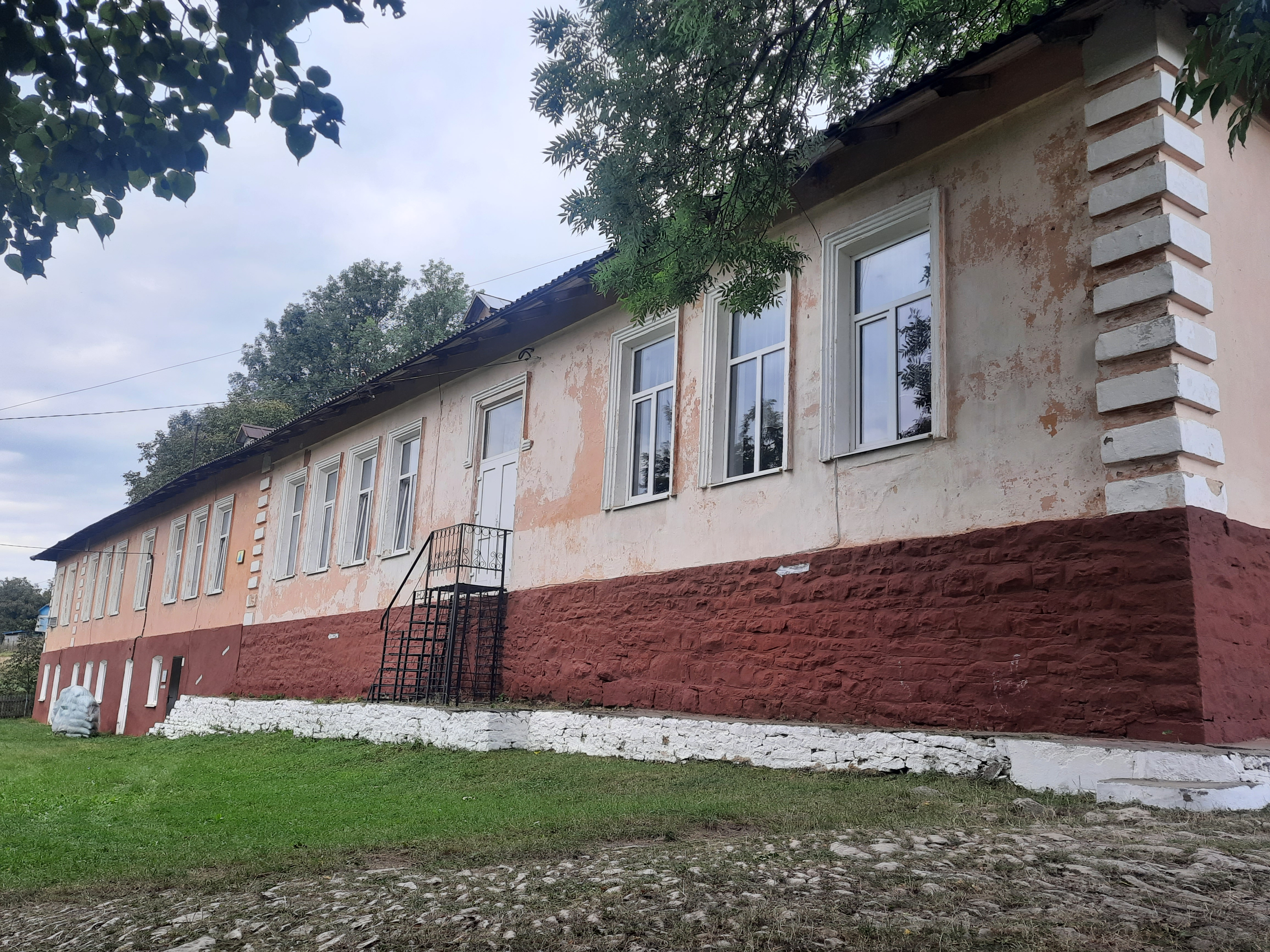
Школа
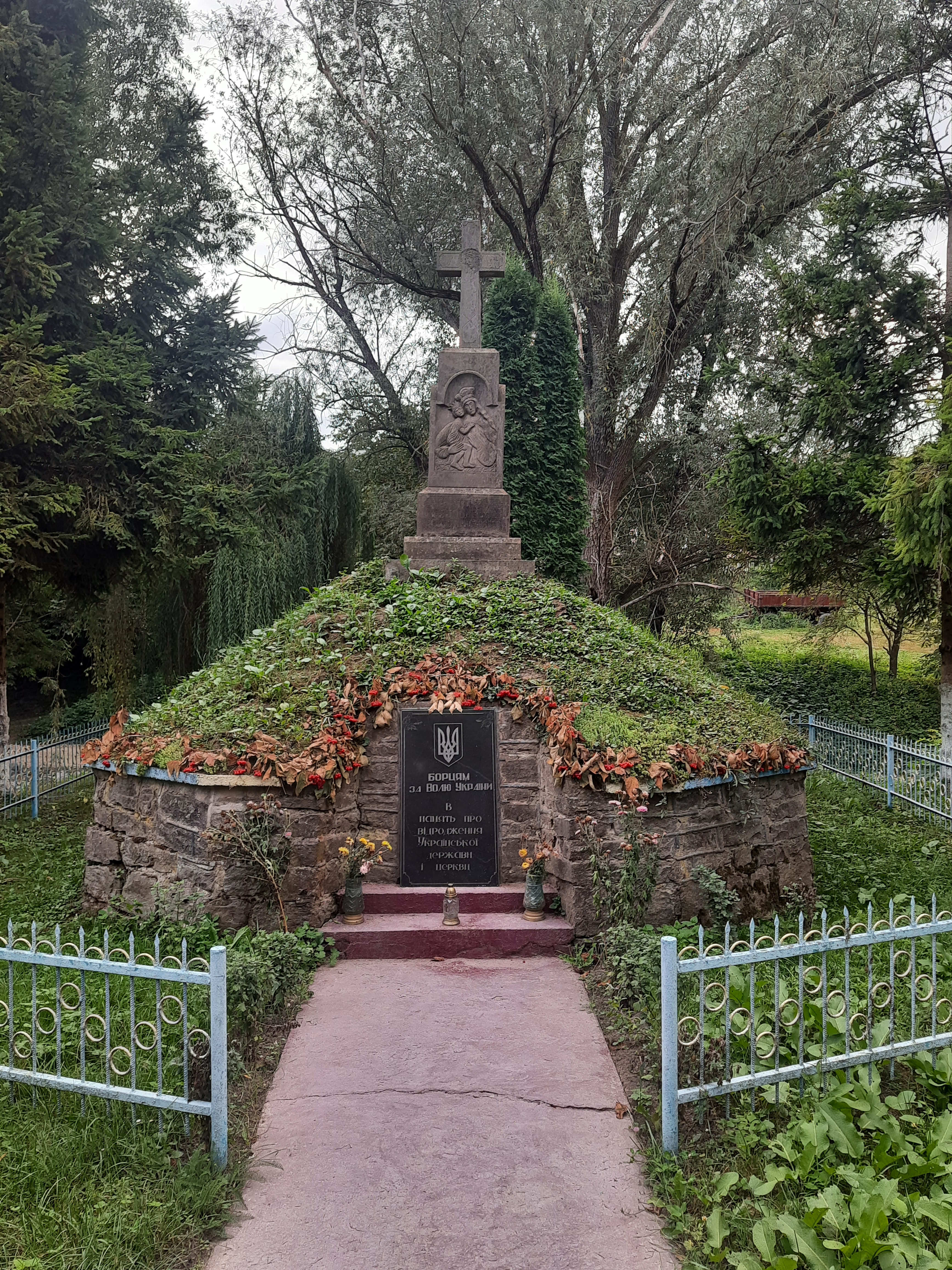
Символічна могила Борцям за волю України
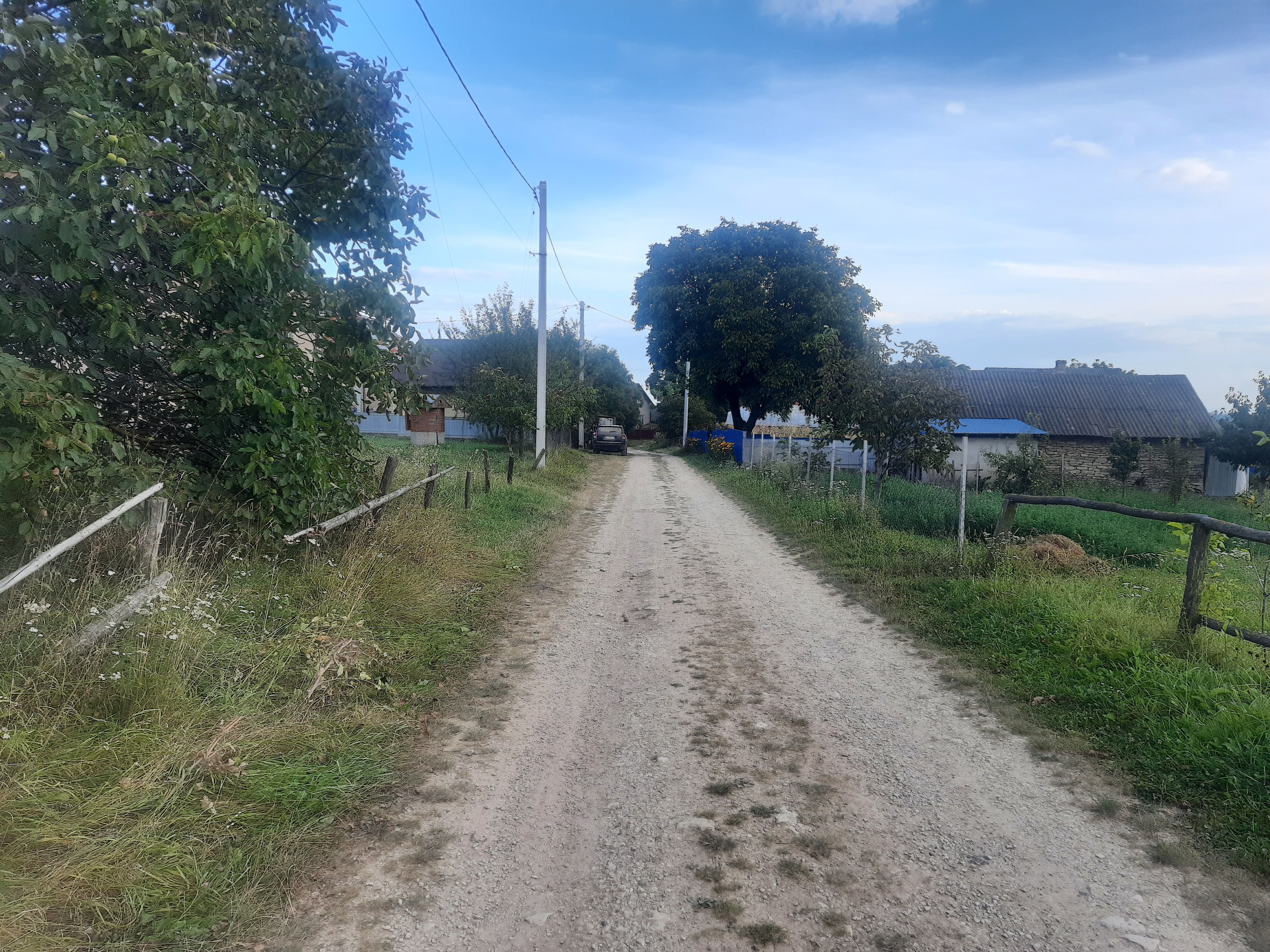
Сільська вулиця
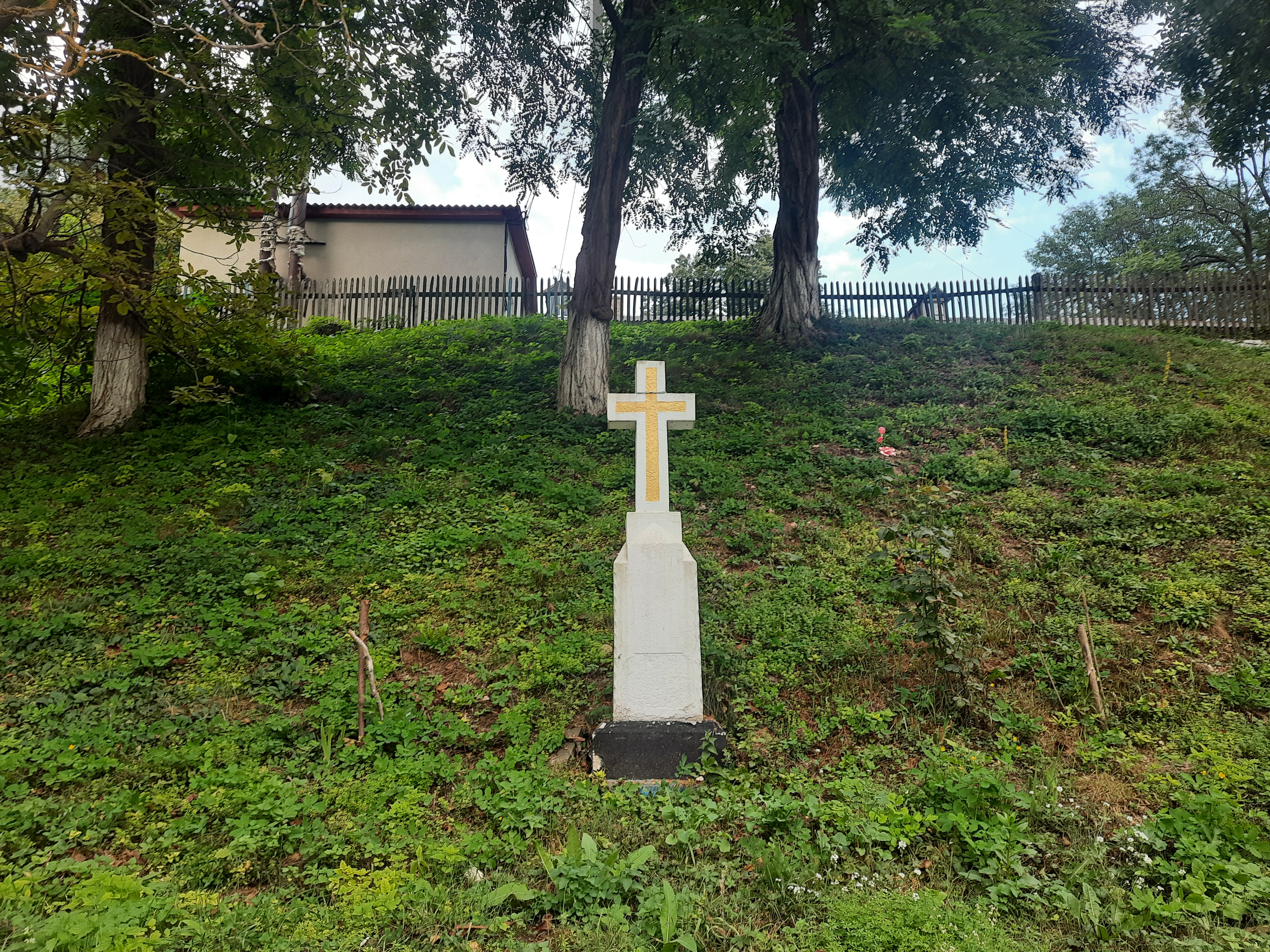
Пам'ятний хрест
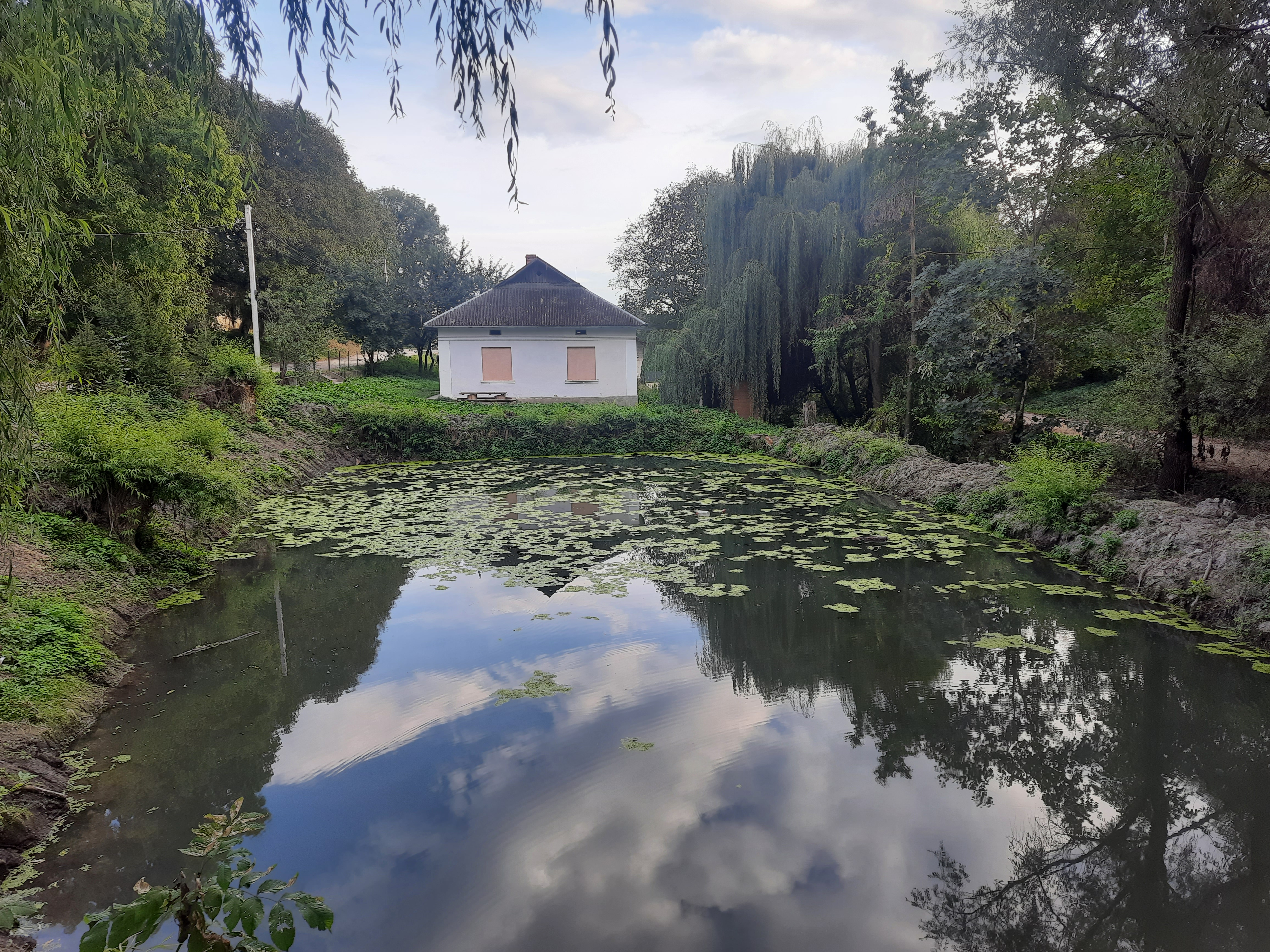
Сільський пейзаж.
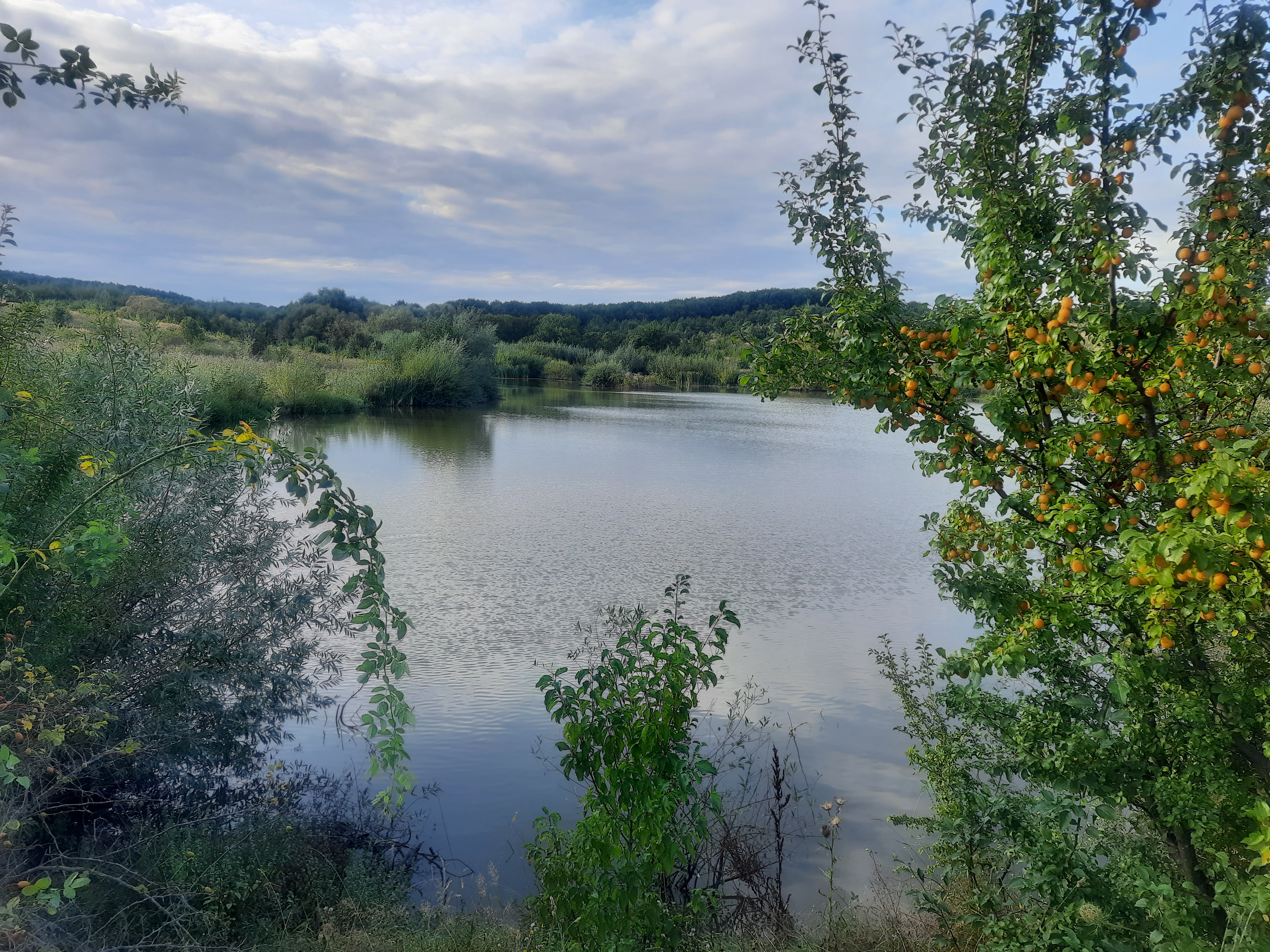
Став біля села